# Улица Генерала Дорохова
У́лица Генера́ла До́рохова — улица в Москве, на территории Можайского района и района Очаково-Матвеевское Западного административного округа.

## Описание
Проходит по промзоне «Очаково» от Верейской улицы до проспекта Генерала Дорохова вдоль реки Натошенки (Навершки). Начинается от Верейской улицы недалеко от впадения Навершки в Сетунь, проходит на юг, идёт вдоль градирен ТЭЦ-25 и вливается в проспект Генерала Дорохова. Ранее доходила до МКАД, но 21 января 2020 года южная часть вошла в состав проспекта Генерала Дорохова.
Нумерация домов начинается от Верейской улицы и после вхождения улицы в состав проспекта Генерала Дорохова сохраняется без изменений на всём её протяжении.

## Происхождение названия
Названа в 1961 году в честь героя Отечественной войны 1812 года Ивана Дорохова (1762—1815) — командира арьергарда 2-й Западной армии, сдерживавшего наступление наполеоновских войск, участника Бородинского сражения, командира партизанского отряда, освободившего город Верею.

## Транспорт

### Наземный общественный транспорт
- По улице следует автобус 807 (станция метро «Озёрная» — станция Очаково).
- На Верейской улице располагается конечная автобусная остановка «Улица Генерала Дорохова», откуда следует автобус 912 (Проезд Карамзина — Улица Генерала Дорохова).
Также на Верейской улице расположены промежуточные остановки «Улица Генерала Дорохова» и «Аминьево» автобусов 103, 104, 198, 622, 732, 733.

## Примечательные здания и сооружения
- № 6 — электродепо Аминьевское
- № 16 — ТЭЦ-25
- № 17 — Церковь Димитрия Ростовского (расположение на проспекте Генерала Дорохова)